# Amicta sera
Amicta sera är en fjärilsart som beskrevs av Wiskott 1880. Amicta sera ingår i släktet Amicta och familjen säckspinnare. Inga underarter finns listade i Catalogue of Life.